# M'Hajer
M'Hajer (arabiska: أمهاجر) är en kommun i Marocko.   Den ligger i provinsen Driouch och regionen Oriental, 300 km öster om huvudstaden Rabat. Antalet invånare är 3 232.